# Eve Angel

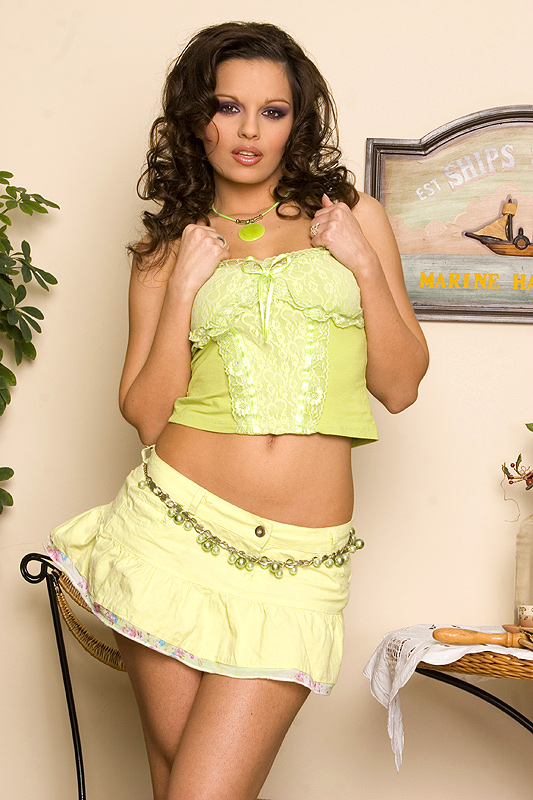
Eve Angel

Eve Angel (* 19. Mai 1983 in Budapest; bürgerlich Eva Dobos) ist eine ungarische Pornodarstellerin und Erotikmodell.

## Leben
Angel hat eine jüngere Schwester und einen älteren Bruder, mit welchem sie ein Designunternehmen führt. Sie wurde unter anderem von Viv Thomas fotografiert und gefilmt und arbeitete mit Mya Diamond und Zsanett Égerházi zusammen.
Gerade achtzehnjährig begann Eve Angel 2001 ihre Tätigkeit als Darstellerin im Pornobusiness. Während Angel zu Anfang ihrer Karriere noch vor allem in heterosexuellen Filmen zu sehen war, dreht sie seit ihrer Zusammenarbeit mit Égerházi überwiegend lesbische Szenen. Nach eigener Aussage spielen Männer für sie nur in ihrem privaten Sexleben eine Rolle, während sie im Beruf die Zusammenarbeit mit Frauen bevorzugt.
Im Rahmen ihrer Karriere als Erotikmodel wurde sie in verschiedenen US-amerikanischen und international erscheinenden Magazinen, wie Playboy, Penthouse, Mayfair, Club International, Swank and Velvet abgebildet.
Sie ist auch unter den Pseudonymen Eve, Katie, Daphne, Severine, Eva Shine und Marina Mendoza bekannt.

## Filmografie (Auswahl)
- Taste My Lips (2008, Private Media Group)
- Ladies of Pleasure (2008)
- Young Harlots Dirty Secrets (2008)
- Russian Institute – Lesson 10 (2008, Marc Dorcel)
- La Femme Lovers (2009)

## Auszeichnungen
- 2009: AVN Award – Female Foreign Performer of the Year[3]